# Elisabeth van Vermandois
Elisabeth van Vermandois, ook bekend als Isabella of Mabilla van Vermandois, (circa 1143 - Arras, 28 maart 1183) was van 1167 tot aan haar dood gravin van Vermandois en Valois en van 1168 tot aan haar dood gravin van Vlaanderen. Ze behoorde tot een zijlinie van het huis Capet.

## Levensloop
Elisabeth was de oudste dochter van graaf Rudolf I van Vermandois, tevens graaf van Valois en seneschalk van Frankrijk, uit diens huwelijk met Petronella van Aquitanië, dochter van hertog Willem X van Aquitanië. Na de dood van haar vader in 1152 werd haar oudere halfbroer Hugo II de nieuwe graaf van Vermandois en Valois. In 1159 abdiceerde Hugo om monnik te worden en werd hij opgevolgd door zijn broer Rudolf II. Hetzelfde jaar huwde Elisabeth met Filips van de Elzas (1143-1191), vanaf 1168 graaf van Vlaanderen.
In 1167 stierf haar broer Rudolf II aan lepra. Zijn huwelijk met Margaretha van de Elzas, de zus van Filips, was kinderloos gebleven, waardoor Elisabeth Vermandois en Valois erfde. Ze bestuurde deze graafschappen met haar echtgenoot, die hiervan profiteerde om de invloed van Vlaanderen over het noorden van Frankrijk uit te breiden, wat de machtsbalans in dit gebied in gevaar bracht.
Elisabeth en Filips van de Elzas hadden geen nakomelingen. In 1175 ontdekte Filips dat Elisabeth hem bedroog en liet hij haar minnaar, Walter de Fontaines, doodknuppelen. Vervolgens kreeg Filips van koning Lodewijk VII van Frankrijk de volledige controle over Vermandois.
Elisabeth van Vermandois overleed in 1183 en werd bijgezet in de Notre-Dame van Amiens. Haar zus Eleonora liet haar aanspraken op Vermandois en Valois gelden, maar Filips van de Elzas weigerde de graafschappen uit handen te geven. Eleonora kreeg de steun van koning Filips II van Frankrijk, die een oorlog startte tegen Filips van de Elzas. Deze laatste verloor, waarop hij in 1185 in het Verdrag van Boves gedwongen werd om het grootste deel van Vermandois en Valois af te staan van Eleonora.

## Voorouders
| Voorouders van Elisabeth van Vermandois (1143-1183) | Voorouders van Elisabeth van Vermandois (1143-1183)                        | Voorouders van Elisabeth van Vermandois (1143-1183)                        | Voorouders van Elisabeth van Vermandois (1143-1183)                        | Voorouders van Elisabeth van Vermandois (1143-1183)                        | Voorouders van Elisabeth van Vermandois (1143-1183)                        | Voorouders van Elisabeth van Vermandois (1143-1183)                        | Voorouders van Elisabeth van Vermandois (1143-1183)                        | Voorouders van Elisabeth van Vermandois (1143-1183)                        |
| --------------------------------------------------- | -------------------------------------------------------------------------- | -------------------------------------------------------------------------- | -------------------------------------------------------------------------- | -------------------------------------------------------------------------- | -------------------------------------------------------------------------- | -------------------------------------------------------------------------- | -------------------------------------------------------------------------- | -------------------------------------------------------------------------- |
| Overgrootouders                                     | Hendrik I van Frankrijk (1008-1060) ∞ 1051 Anna van Kiev (1036-1078)       | Hendrik I van Frankrijk (1008-1060) ∞ 1051 Anna van Kiev (1036-1078)       | Herbert IV van Vermandois (1032-1080) ∞ Adelheid van Vexin (1040-1077)     | Herbert IV van Vermandois (1032-1080) ∞ Adelheid van Vexin (1040-1077)     | Willem IX van Aquitanië (1071-1126) ∞ Filippa van Toulouse (1073-1117)     | Willem IX van Aquitanië (1071-1126) ∞ Filippa van Toulouse (1073-1117)     | Aimery I van Châtellerault (-) ∞ Amalberga (-)                             | Aimery I van Châtellerault (-) ∞ Amalberga (-)                             |
| Grootouders                                         | Hugo I van Vermandois (1053-1101) ∞ Adelheid van Vermandois (1036-1078)    | Hugo I van Vermandois (1053-1101) ∞ Adelheid van Vermandois (1036-1078)    | Hugo I van Vermandois (1053-1101) ∞ Adelheid van Vermandois (1036-1078)    | Hugo I van Vermandois (1053-1101) ∞ Adelheid van Vermandois (1036-1078)    | Willem X van Aquitanië (1099-1137) ∞ Aenor van Chatellerault               | Willem X van Aquitanië (1099-1137) ∞ Aenor van Chatellerault               | Willem X van Aquitanië (1099-1137) ∞ Aenor van Chatellerault               | Willem X van Aquitanië (1099-1137) ∞ Aenor van Chatellerault               |
| Ouders                                              | Rudolf I van Vermandois (1085-1152) ∞ Petronella van Aquitanië (1125-1193) | Rudolf I van Vermandois (1085-1152) ∞ Petronella van Aquitanië (1125-1193) | Rudolf I van Vermandois (1085-1152) ∞ Petronella van Aquitanië (1125-1193) | Rudolf I van Vermandois (1085-1152) ∞ Petronella van Aquitanië (1125-1193) | Rudolf I van Vermandois (1085-1152) ∞ Petronella van Aquitanië (1125-1193) | Rudolf I van Vermandois (1085-1152) ∞ Petronella van Aquitanië (1125-1193) | Rudolf I van Vermandois (1085-1152) ∞ Petronella van Aquitanië (1125-1193) | Rudolf I van Vermandois (1085-1152) ∞ Petronella van Aquitanië (1125-1193) |